# Taxe sur les déchets réceptionnés dans une installation de stockage ou un incinérateur de déchets ménagers
Lire en ligne

Lire sur Légifrance

La taxe sur les déchets réceptionnés dans une installation de stockage ou un incinérateur de déchets ménagers est une taxe prélevée par des collectivités territoriales françaises afin d'instaurer un dispositif fiscal incitatif pour compenser les nuisances supportées par les populations des communes qui accueillent ces équipements.

## Historique

### Article 90 de la loi de finances pour 2006
Face aux difficultés rencontrées pour trouver des communes acceptant d'accueillir une installation d'enfouissement ou de traitement de déchets pouvant même conduire à la saturation de ces installations dans un futur proche, le député Jacques Pélissard a proposé, lors de l'examen du projet de loi de finances pour 2006, la création d'une taxe afin d'instaurer un dispositif fiscal incitatif compensant les nuisances supportées par les populations des communes qui accueillent des installations de stockage de déchets ménagers ou des incinérateurs de déchets ménagers.   
L'article 90 de la loi de finances pour 2006 instaurant la taxe est codifié à l'article L2333-92 du Code général des collectivités territoriales. Il prévoit que toute commune peut, par délibération du conseil municipal, établir une taxe sur les déchets réceptionnés dans une installation de stockage de déchets ménagers et assimilés ou un incinérateur de déchets ménagers situés sur son territoire, dès lors que ces installations ou incinérateurs ne sont pas uniquement utilisés pour les déchets produits par l'exploitant,. Au cours de la navette parlementaire, le texte a subi de nombreux changements. La version finale adoptée par le Parlement porte uniquement sur les installations postérieures au 1er janvier 2006. 
Philippe Marini, rapporteur général de la commission des finances du Sénat  est très réservé sur le dispositif proposé. Il fait remarquer que les communes d'implantation bénéficient déjà de la taxe professionnelle versée par l'exploitant d'une installation d'enfouissement ou de traitement de déchets. En outre, il craint que la taxe soit répercutée par l'exploitant de l'installation, ce qui renchérira le coût de traitement pour l'ensemble des communes utilisant l'installation, au profit de la seule commune d'implantation. Le sénateur propose de ne taxer que les déchets réceptionnés dans un centre d'enfouissement technique et d'affecter le produit de la taxe à l'établissement public de coopération intercommunale (EPCI), au syndicat mixte ou au département compétent en matière de traitement des déchets ménagers.

### Article 73 de la loi de finances pour 2007
Dès la loi de finances suivante, le régime de la taxe est aménagé. La première version de la taxe se limitait aux installations postérieures au 1er janvier 2006, l'Assemblée nationale a souhaité supprimer cette limite. Il est également décidé de restreindre la taxe aux centres de stockage de déchets ménagers soumis à la taxe générale sur les activités polluantes (TGAP) et d'exclure les installations visant à traiter les seuls déchets produits par leur exploitant,. Le Sénat, de son côté, a souhaité ramener le plafond de la taxe de 3 euros à 1,50 euro par tonne de déchets. Jean-Marc Pastor a rappelé qu'« il est toujours regrettable de constater qu'une commune se voit offrir la possibilité d'imposer une taxe à d'autres communes. Je le rappelle, les lois sur la décentralisation ont prohibé toute tutelle d'une collectivité sur une autre. Or, en l'espèce, l'an dernier, d'entrée de jeu, on a fait l'inverse ! ». Le Sénat a même évoqué la suppression de la taxe, mais finalement les sénateurs conviennent qu'il n'est pas possible de supprimer la taxe au bout d'un an car certaines communes ont commencé à la mettre en œuvre.

### Loi de finances pour 2008
Un an plus tard, nouvelle proposition d'aménagement de la taxe. La députée Françoise Hostalier propose d'étendre la possibilité d'instaurer la taxe aux communes ayant bénéficié d'une aide de l'ADEME afin d'intégrer au système les communes aidés à compter du 1er janvier 2003. Le rapporteur général de la commission des finances du Sénat Philippe Marini indique que les communes aidées « savaient que l'aide qu'elles percevaient de l'ADEME ne leur serait versée que pendant cinq ans. Elles ne peuvent donc pas prétendre avoir été lésées puisque l'arrêt de l'aide était prévu. » La proposition est adoptée par l'Assemblée mais rejetée par le Sénat.

### Article 108 de la loi de finances pour 2009
De légers ajustements sont réalisés lors de la loi de finances pour 2009

### Rapport sur les taxes à faible rendement en 2014
En 2014, l'Inspection générale des finances (IGF) liste la taxe parmi les 192 taxes à faible rendement. La mission préconise de supprimer la taxe affectée et de la remplacer par la taxe générale sur les activités polluantes (TGAP) en affectant une partie de son produit aux communes. 

### Rapport sur la refonte de la fiscalité locale en 2018
Dans le rapport de Dominique Bur et Alain Richard sur la refonte de la fiscalité locale, remis au Premier ministre, Édouard Philippe, le 9 mai 2018, les rapporteurs proposent de fusionner trois taxes (taxe d'enlèvement des ordures ménagères dite TEOM, taxe de balayage et taxe sur les déchets réceptionnés) en une seule nouvelle taxe « relative au financement des prestations de services de propreté et de voirie ». Néanmoins « il faudra prendre en compte le fait que le bénéficiaire de cette taxe est la commune d’implantation des installations de traitement des déchets et non l’EPCI bénéficiaire de la TEOM et responsable de la collecte et du traitement des déchets. »

## Caractéristiques

### Redevables
Les exploitants des installations concernées au 1er janvier de l'année d'imposition sont redevables de la taxe dont l'assiette est le tonnage de déchets réceptionnés dans l'installation.
Durant la loi de finances pour 2007, Charles de Courson a indiqué qu'un habitant produit en moyenne environ 300 kilogrammes de déchets par an. Une taxe plafonnée à 3 euros par tonne, renchérira le coût par habitant de l’élimination des déchets de 1 euro par an. Mais pour le Ministère de l'écologie et du développement durable « la lutte contre la pénurie d'installation devrait à moyen terme limiter les coûts pour les contribuables ».

### Bénéficiaires
Le produit de la taxe est affecté aux communes. Il est resté nul jusqu'en 2010 pour ensuite représenter entre 10 et 20 millions d'euros.
Le total diffère selon les sources. Un rapport de l'IGF indique 18,9 millions pour 2012 alors que l'évaluation des voies et moyens produite dans le cadre du projet de loi de finances pour 2014 fait état d'un total collecté de 12 millions d'euros.
| Année | Produit |
| ----- | ------- |
| 2006  |         |
| 2007  | 0       |
| 2008  | 0       |
| 2009  | 0       |
| 2010  | 6       |
| 2011  | 9       |
| 2012  | 12      |
| 2013  | 14      |
| 2014  | 13      |
| 2015  | 13      |
| 2016  | 13      |
| 2017  | 15      |
| 2018  | 16,8    |